# Charles Higham
Charles Higham (født 1939) er en britisk arkæolog, der er bedst kendt for sit arbejde i Sydøstasien. Blandt hans nævneværdige bidrag til arkæologi er hans arbejder om Angkor-civilisationen i Cambodja og hans nuværende arbejde ved Ban Non Wat. Han er professor på University of Otago i Dunedin, New Zealand.
Higham baserede sin doktoafhandling på studier af knogler af tæmmet kvæg i Schweiz og Danmark.

## Udgivelser (udvalg)
- Early Cultures of Mainland Southeast Asia, Art Media Resources 2003, ISBN 1-58886-028-0
- The Civilization of Angkor, University of California Press 2004, ISBN 0-520-24218-1